# Грем'ячево (Котельницький район)
Грем'я́чево (рос. Гремячево) — присілок у складі Котельницького району Кіровської області, Росія. Входить до складу Красногорського сільського поселення.
Населення становить 2 особи (2010, 2 у 2002).
Національний склад станом на 2002 рік — росіяни 100 %.